# Cypholomia drosocapna
Cypholomia drosocapna är en fjärilsart som beskrevs av Edward Meyrick 1933. Cypholomia drosocapna ingår i släktet Cypholomia, och familjen Crambidae. Inga underarter finns listade i Catalogue of Life.